# Fausto Gardini
Fausto Gardini, född 8 mars 1930 i Milano, Italien, död 17 september 2008 i Forte dei Marmi, Italien, var en italiensk tidigare tennisspelare, känd som framgångsrik singelspelare i Davis Cup med störst framgångar på grus. 

## Tenniskarriären
Fausto Gardini deltog i det italienska Davis Cup-laget 1952-53, 1955, 1961-63. Han spelade totalt 38 matcher av vilka han vann 29. Den första säsongen, 1952, nådde det italienska laget interzonfinal mot USA. Matchen, som spelades på gräs i Sydney i Australien, vanns av amerikanerna med 5-0 i matcher, varvid Gardini förlorade sina båda singlar knappt mot Vic Seixas och Tony Trabert. Året därpå, 1953, nådde laget 1953 semifinal i europazonen efter kvartsfinalseger över Sverige. I det mötet besegrade Gardini Lennart Bergelin på grus i Turin med 7-9 1-6 6-2 7-5 6-3. 
Gardini bidrog säsongen 1955 till att föra laget till ny interzonfinal via seger i europafinalen mot ett svenskt lag. Gardini besegrade där det årets finalist i Franska mästerskapen, Sven Davidson, med 6-4 0-6 3-6 6-1 6-3 och dessutom Staffan Stockenberg med 6-4 6-1 6-4. I den efterföljande interzonfinalen mot Australien förlorade Gardini mot Lew Hoad, och laget förlorade mötet med 0-5 i matcher.
Säsongen 1961 mötte det italienska laget åter ett svenskt lag i europazonfinal. Matchen spelades i Milano på grus. Italienarna vann mötet med 4-1 i matcher, varvid Gardini besegrade Ulf Schmidt med 6-4 4-6 1-6 6-3 6-1 och Thomas Hallberg 6-2 6-1 6-0. Året därpå fortsatte italienarnas framgångar i Davis Cup. De båda singelspelarna Nicola Pietrangeli och Fausto Gardini tillsammans med dubbelspelaren Orlando Sirola förde åter laget till europazonfinal mot Sverige. Mötet ägde denna gång rum i Båstad. Gardini besegrade åter Ulf Schmidt (6-3 3-6 7-5 6-3), men sedan noterade han ett svidande nederlag mot Jan-Erik Lundqvist som var i högform och som första dagen besegrat Nicola Pietrangeli. Svensken vann matchen med 6-0, 6-2, 6-1 mot en förkrossad och förödmjukad Gardini. Sverige vann hela mötet med 4-1 i matcher.
Gardini spelade ytterligare två DC-singlar året därpå men förlorade båda. 
Sin förnämsta singeltitel vann Gardini 1955 då han i Italienska mästerskapen i Rom finalbesegrade landsmannen Giuseppe Merlo med siffrorna 1-6, 6-1, 3-6, 6-6 (uppgivet).